# عبدالحسین وهاجی
عبدالحسین وهاجی وزیر بازرگانی در دولت اول هاشمی رفسنجانی و سرپرست وزارت امور اقتصادی و دارایی در دولت دوم هاشمی رفسنجانی بود. وی در دولت یازدهم و نخستین سال دولت دوازدهم سفیر ایران در استرالیا بود.